# Geodätischer Effekt
Der geodätische Effekt oder die geodätische Präzession, nach Willem de Sitter auch de-Sitter-Effekt bzw. de-Sitter-Präzession genannt, ist ein Effekt der allgemeinen Relativitätstheorie auf die Rotationsachse eines Kreisels auf einer Umlaufbahn im Schwerefeld einer zentralen Masse. Man beobachtet die Präzession eines im Gravitationsfeld frei fallenden Kreisels, es gibt dazu keine klassische Entsprechung. Da dieser Effekt von der newtonschen Theorie nicht vorausgesagt wird, ist er ein Test der allgemeinen Relativitätstheorie.
Der geodätische Effekt erklärt sich allein aus dem Vorhandensein der zentralen Masse. Der etwas kleinere Lense-Thirring-Effekt wirkt ebenfalls auf die Rotationsachse eines Kreisels, hat aber seine Ursache in der Rotation der zentralen Masse. Beide Effekte zusammen ergeben die allgemeinrelativistische Gesamtwirkung.

## Theoretischer Hintergrund
Das äußere Schwerefeld einer zentralen Masse wird in der allgemeinen Relativitätstheorie durch die Schwarzschild-Metrik beschrieben, d. h. in 4-dimensionalen Kugelkoordinaten {\displaystyle (ct,r,\theta ,\phi )} hat man die Metrik:
{\displaystyle (g_{\mu ,\nu })={\begin{pmatrix}1-{\frac {r_{\mathrm {S} }}{r}}&0&0&0\\0&-(1-{\frac {r_{\mathrm {S} }}{r}})^{-1}&0&0\\0&0&-r^{2}&0\\0&0&0&-r^{2}\sin ^{2}\theta \end{pmatrix}}}
mit
- dem Schwarzschild-Radius {\displaystyle \textstyle r_{\mathrm {S} }={\frac {2\cdot G\cdot M}{c^{2}}}} der zentralen Masse
  - der Gravitationskonstante {\displaystyle G}
  - der Masse {\displaystyle M} des felderzeugenden zentralen Körpers
  - der Lichtgeschwindigkeit {\displaystyle c}.

(In manchen Darstellungen werden natürliche Einheiten verwendet, d. h., es ist {\displaystyle c=1} und oft auch {\displaystyle G=1} gesetzt, was wir hier aber nicht tun wollen.)
Für den relativistischen Drehimpulsvektor {\displaystyle (s^{\mu })} gilt bei ausschließlicher Wirkung der Gravitation (d. h. Abwesenheit anderer Kräfte) die Bewegungsgleichung
{\displaystyle {\frac {\mathrm {D} s^{\mu }}{\mathrm {d} \tau }}=0}      bzw.      {\displaystyle {\frac {\mathrm {d} s^{\mu }}{\mathrm {d} \tau }}=-\Gamma _{\kappa \nu }^{\mu }s^{\kappa }u^{\nu }},
mit
- der kovarianten Ableitung {\displaystyle \mathrm {D} } nach der Eigenzeit {\displaystyle \tau }
- den Christoffel-Symbolen {\displaystyle \Gamma _{\kappa \nu }^{\mu }}, die sich aus der Metrik {\displaystyle g_{\mu \nu }} und deren Ableitungen zusammensetzen; sie erscheinen wegen der Raumzeitkrümmung bei der Rückübersetzung auf gewöhnlicheAbleitungen d
- der Vierergeschwindigkeit {\displaystyle (u^{\nu })} des frei fallenden Kreisels.

Betrachtet man eine Kreisbahn in der Ebene {\displaystyle \textstyle \theta ={\frac {\pi }{2}}} (Äquator), so ist {\displaystyle (u^{\nu })=(u^{0},0,0,\omega _{0})} mit einer Konstanten {\displaystyle \omega _{0}}. Man beachte, dass wegen der Wahl der 4-dimensionalen Kugelkoordinaten die letzte Komponente die zeitliche Änderung von {\displaystyle \phi } ist, also die Winkelgeschwindigkeit des Körpers. Ferner verschwinden für eine Bahn in dieser Ebene viele der Christoffel-Symbole, was die Bewegungsgleichungen erheblich vereinfacht.
Letztlich führt die Lösung dieser Gleichungen auf einen {\displaystyle (s^{\mu })}-Vektor, der sich periodisch mit einer Kreisfrequenz {\displaystyle \omega } ändert, die sich in erster Näherung bzgl. Potenzen von {\displaystyle \textstyle {\frac {r_{\mathrm {S} }}{r}}} ergibt zu:
{\displaystyle \omega =\omega _{0}\cdot {\sqrt {1-{\frac {3}{2}}\cdot {\frac {r_{\mathrm {S} }}{r}}}}}
Nach der vollen Umlaufzeit {\displaystyle \textstyle {\frac {2\pi }{\omega _{0}}}} hat der Spinvektor nach obiger Formel für {\displaystyle \omega } also nicht die Ausgangsstellung erreicht, vielmehr entsteht eine Phasendifferenz von
{\displaystyle {\begin{aligned}(\omega _{0}-\omega ){\frac {2\pi }{\omega _{0}}}&=2\pi -2\pi {\frac {\omega }{\omega _{0}}}\\&=2\pi -2\pi {\sqrt {1-{\frac {3}{2}}\cdot {\frac {r_{\mathrm {S} }}{r}}}}\\&=2\pi \cdot \left(1-{\sqrt {1-{\frac {3}{2}}\cdot {\frac {r_{\mathrm {S} }}{r}}}}\right)\\&\cong 2\pi \cdot \left(1-(1-{\frac {1}{2}}\cdot {\frac {3}{2}}\cdot {\frac {r_{\mathrm {S} }}{r}})\right)\\&=\pi \cdot {\frac {3}{2}}\cdot {\frac {r_{\mathrm {S} }}{r}},\end{aligned}}}
wobei im vorletzten Schritt die Taylorreihe nach dem linearen Glied abgebrochen wurde.
Dies ist die geodätische Präzession pro Umlauf.

## Experimentelle Bestätigung

### Die geodätische Präzession des Mondes
Wenn man das Erde-Mond-System als Kreisel betrachtet, der die Sonne umläuft, dann muss der geodätische Effekt einen Einfluss auf die Rotationsebene dieses Kreisels haben, d. h. auf die Ebene der Mondbahn. Das hat bereits 1916 de Sitter erkannt und einen Effekt von ca. 2 Bogensekunden pro Jahrhundert vorhergesagt.
Setzt man in obiger Formel den Schwarzschild-Radius der Sonne {\displaystyle r_{\mathrm {S} }\cong 3\,\mathrm {km} } ein sowie {\displaystyle r\cong 150\cdot 10^{6}\,\mathrm {km} }, das ist der Abstand Erde-Sonne, d. h. der Abstand des betrachteten Kreisels von der Zentralmasse, und multipliziert das mit 100 Jahren, so erhält man, wie de Sitter, ca. 2 Bogensekunden; dies entspricht einer vollen Präzession in 30×60×360×100 = 64,8 Millionen Jahren. Das ist zwar um viele Größenordnungen geringer als der Einfluss der anderen Planeten (eine volle Präzession nach 18,6 Jahren), aber mittels LLR-Daten, die eine zentimetergenaue Vermessung der Mondbahn erlauben, konnte dieser Effekt mit einer Abweichung von höchstens 0,6 % nachgewiesen werden.

### Gravity-Probe-B-Experiment
Mit Hilfe eines in die Erdumlaufbahn gebrachten Satelliten, der mit hochpräzisen Gyroskopen ausgestattet war, konnte der geodätische Effekt im Rahmen des Gravity-Probe-B-Experiments mit einer Genauigkeit von {\displaystyle 3\cdot 10^{-3}} bestätigt werden.

### PSR J1915+1606
Das System PSR J1915+1606 (eine ältere Bezeichnung ist PSR B1913+16) ist ein Doppelsternsystem aus zwei Neutronensternen. Dadurch, dass die Rotationsachsen nicht senkrecht auf der Bahnebene stehen, kommt es auch hier zu einer geodätischen Präzession. Diese schlägt sich in der Änderung des Pulsarspins und damit des empfangenen Strahlungsprofils nieder. Die Beobachtungen sind mit der geodätischen Präzession verträglich.
Umgekehrt lassen die beobachteten Größen Rückschlüsse auf ein geometrisches Modell von PSR J1915+1606 zu. Eine Vorhersage des Modells ist, dass dieses System ab 2025 nicht mehr beobachtbar sein wird, da der Strahlungskegel dann nicht mehr die Erde trifft.